# Harina integral de trigo

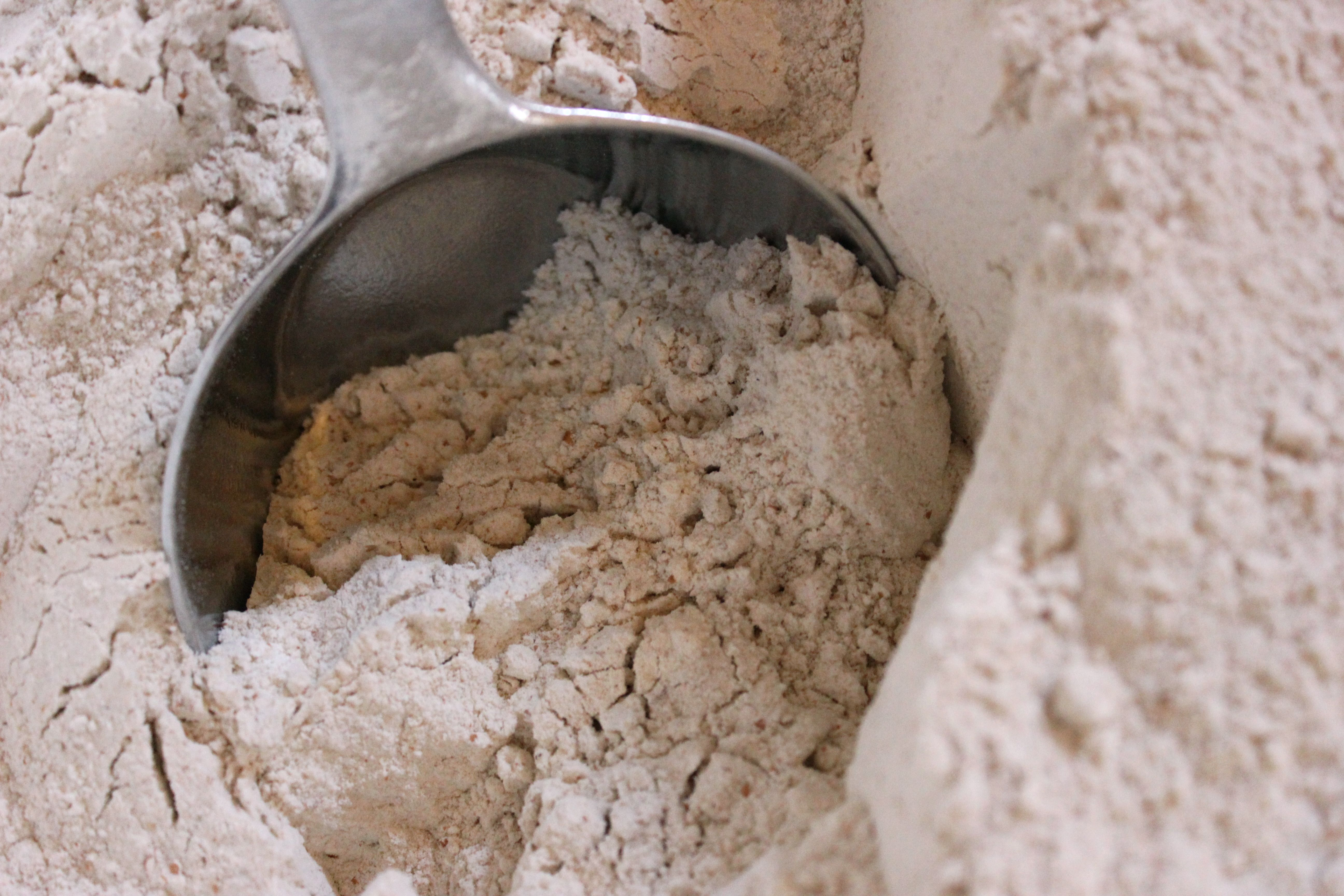
Harina integral o completa

La harina integral de trigo es un alimento integral usado frecuentemente en panadería que se obtiene de moler tanto la cáscara (salvado) y el germen, como la vaina (endospermo) del trigo. Hoy en día, el proceso industrial primero separa las partes del grano, luego las muele por separado y las junta de nuevo. De esta manera se destina una parte del producto para hacer harina blanca también. En cambio, el proceso tradicional, es decir, harina molida a la piedra, machaca todo el grano a la vez. 
La harina integral se clasifica como «no refinada» porque es más granulosa que la blanca. La adición del salvado provoca varios efectos en la masa de harina integral. Por un lado, hace que la masa absorba más agua que la misma de harina blanca. Por el otro, se debe amasar menos, ya que el salvado «corta» el desarrollo del gluten. Una masa menos elástica conlleva que los panes integrales leve menos en el horno que los panes blancos. La masa integral tampoco tolera bien una sobrefermentación. Su miga es más pesada y compacta, y lograr que quede tan esponjoso como un pan blanco es todo un arte. Por el contrario, el pan integral ofrece un sabor complejo y más intenso que un pan blanco no va a poder ofrecer. Además, el pan integral tiene un aporte nutricional más completo que el blanco.
También es común mezclar harina blanca e integral en diversas proporciones.
Hasta hace aproximadamente 150 años, la mayor parte de las harinas de trigo eran integrales pero a partir de finales del siglo XIX se dejaron de emplear. Hoy han vuelto al mercado gracias al énfasis en la alimentación sana ya que contienen un alto porcentaje de fibra, lo que permite mejorar la digestión y la nutrición. Este tipo de harina es el empleado en la elaboración del pan integral. La harina integral solía ser, a menudo, más costosa ya que a los distribuidores de alimentos les salía más rentable separar del trigo el germen, el salvado, la fibra y los aceites.